# Markus Bott
Markus Bott (ur. 13 stycznia 1962 w Pforzheim) – niemiecki bokser, były mistrz świata federacji WBO w wadze junior ciężkiej.

## Amatorska kariera
Treningi bokserskie rozpoczął w klubie SC Pforzheim, a w późniejszym czasie kontynuował karierę w Karlsruher SC. W 1984 wystąpił w barwach RFN na Igrzyskach Olimpijskich w Los Angeles przegrywając w drugiej rundzie z późniejszym mistrzem olimpijskim Antonem Josipoviciem. W 1985 uczestniczył w mistrzostwach Europy w Budapeszcie, zdobywając srebrny medal. W 1988 na letnich igrzyskach olimpijskich w Seulu po pokonaniu zawodnika NRD René Suetoviusa uległ w drugiej walce późniejszemu wicemistrzowi olimpijskiemu, reprezentantowi Związku Radzieckiego Nurmagomiedowi Szanawazowi.

## Profesjonalna kariera
Na zawodowych ringach zadebiutował 30 czerwca 1989 pokonując Johna Helda. W swoim jedenastym pojedynku przegrał przez techniczny nokaut w dwunastej rundzie o pas EBU z późniejszym mistrzem WBO w wadze junior ciężkiej Johnny Nelsonem. 3 maja 1991 pokonał Ralfa Rocchigianiego zdobywając mistrzostwo Niemiec. 13 lutego 1993 pokonał jednogłośnie Tyrone Booze zdobywając pas WBO który stracił już w pierwszej obronie 26 czerwca 1993 przegrywając z Argentyńczykiem Néstorem Hipolito Giovanninim. Po znokautowaniu w pierwszej rundzie Jeffa McCalla 20 listopada 1993 doszło do rewanżowego pojedynku z Néstorem Hipolito Giovanninim ponownie przegraną jednogłośnie na punkty. Po tej porażce zakończył karierę. Po pięciu latach powrócił w 1998 roku i po wygraniu przed czasem czterech pojedynków z mniej wymagającymi rywalami 5 maja 1998 przegrał przez TKO w dziewiątej rundzie z Lee Manuel Ossie, ponownie kończąc karierę.